# Dôme de Pescia
Le Dôme de Pescia (duomo di Pescia ou cattedrale di Santa Maria Assunta in cielo et de San Giovanni Battista en italien) est la cathédrale de la ville de Pescia, dans la province de Pistoia en Toscane. Il est le principal lieu de culte catholique de Pescia, du diocèse homonyme et est donc aussi appelée « cathédrale ».

## Histoire
L'édifice, datant peut-être du Ve – VIe siècle, a été reconstruit à plusieurs reprises. Mentionné pour la première fois comme paroisse baptismale dans un document de 857, il est consacré en 1062 par le pape Alexandre II, qui, selon la tradition, avant d'être évêque de Lucques, était curé de Pescia. Entièrement reconstruit après l'incendie de la ville en 1281, il conserve quelques vestiges datant du XIIIe siècle. Les traces du mur faisant face sur le côté gauche, les restes de l'ambon adapté à un lutrin et le clocher, qui serait une ancienne tour des murs en partie modifiée par l'insertion de fenêtres à meneaux simples, doubles et triples en 1306, remontent à cette période.
L'actuelle coupole qui le domine date de 1771, avec l'architecture du siècle précédent, sur le projet d'Antonio Maria Ferri qui dut remplacer celle existante à la suite de l'effondrement du dôme qui a détruit une grande partie de l'édifice médiéval en 1671. Est alors subsisté au plan d'origine en croix latine, une structure à nef unique avec des chapelles latérales dans le chœur, surmontée d'un dôme.
La façade actuelle, restée incomplète jusqu'à la fin du XVIIIe siècle, a été réalisée en suivant une inspiration néo-classique de Giuseppe Castellucci. Elle a été complétée en 1933.
Dans les années 2018-2019, à l'occasion du 500e anniversaire de la fondation du diocèse de Pescia, la cathédrale a subi une restauration générale conservatrice, qui a concerné plus particulièrement la nef, le dôme et le chœur. Ce dernier a fait l'objet d'une adaptation liturgique ; une commission composée de 44 experts, dont le théologien Severino Dianich, a choisi le projet de l'architecte Fabrizio Rossi Prodi, qui impliquait la construction d'un nouvel autel, d'une nouvelle chaire et d'un ambon réunissant les restes de la chaire médiévale qui y était déjà conservée avec des éléments modernes.

## Façade

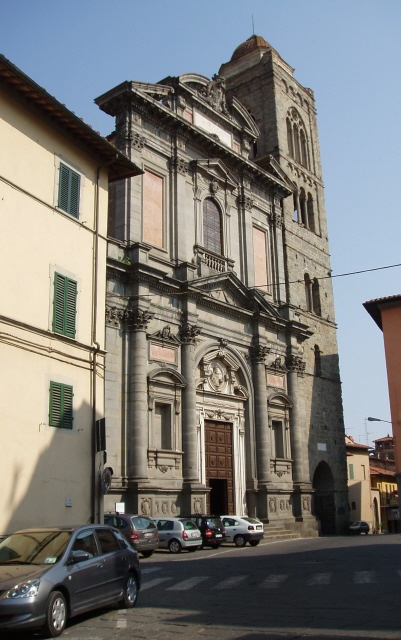
Façade.

La façade, restée inachevée jusqu'à la fin du XIXe siècle, a été construite par Giuseppe Castellucci avec des modules d'inspiration néo-classique et a été achevée en 1933 avec l'insertion du somptueux portail en marbre. Appuyée contre le campanile gothique, elle est divisée en deux bandes séparées par une corniche soutenue par des pilastres et lésènes corinthiens. La bande supérieure comporte au centre une fenêtre cintrée avec une balustrade, et se termine par un fronton élaboré.

## Intérieur

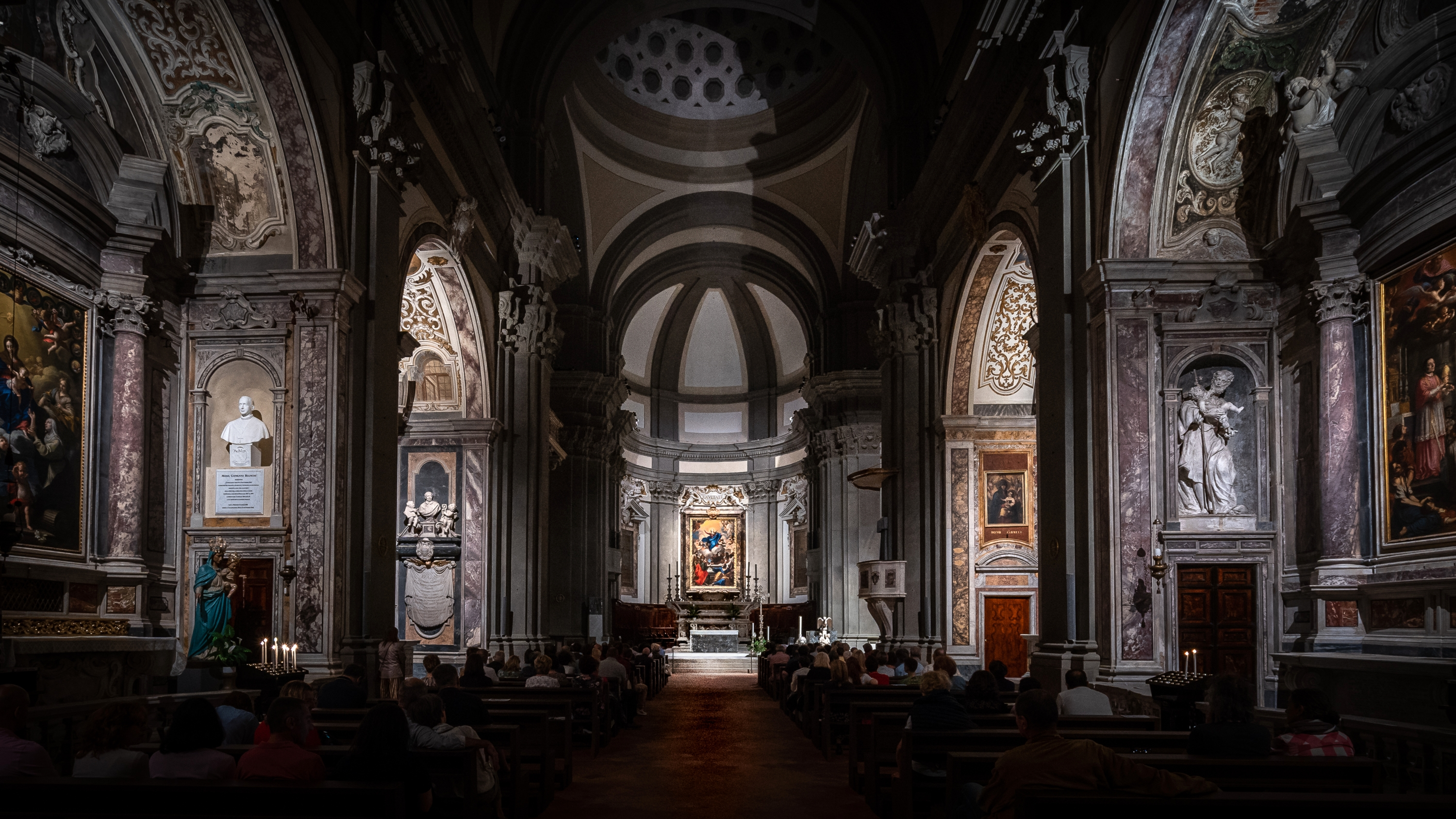
Vue depuis l'entrée.

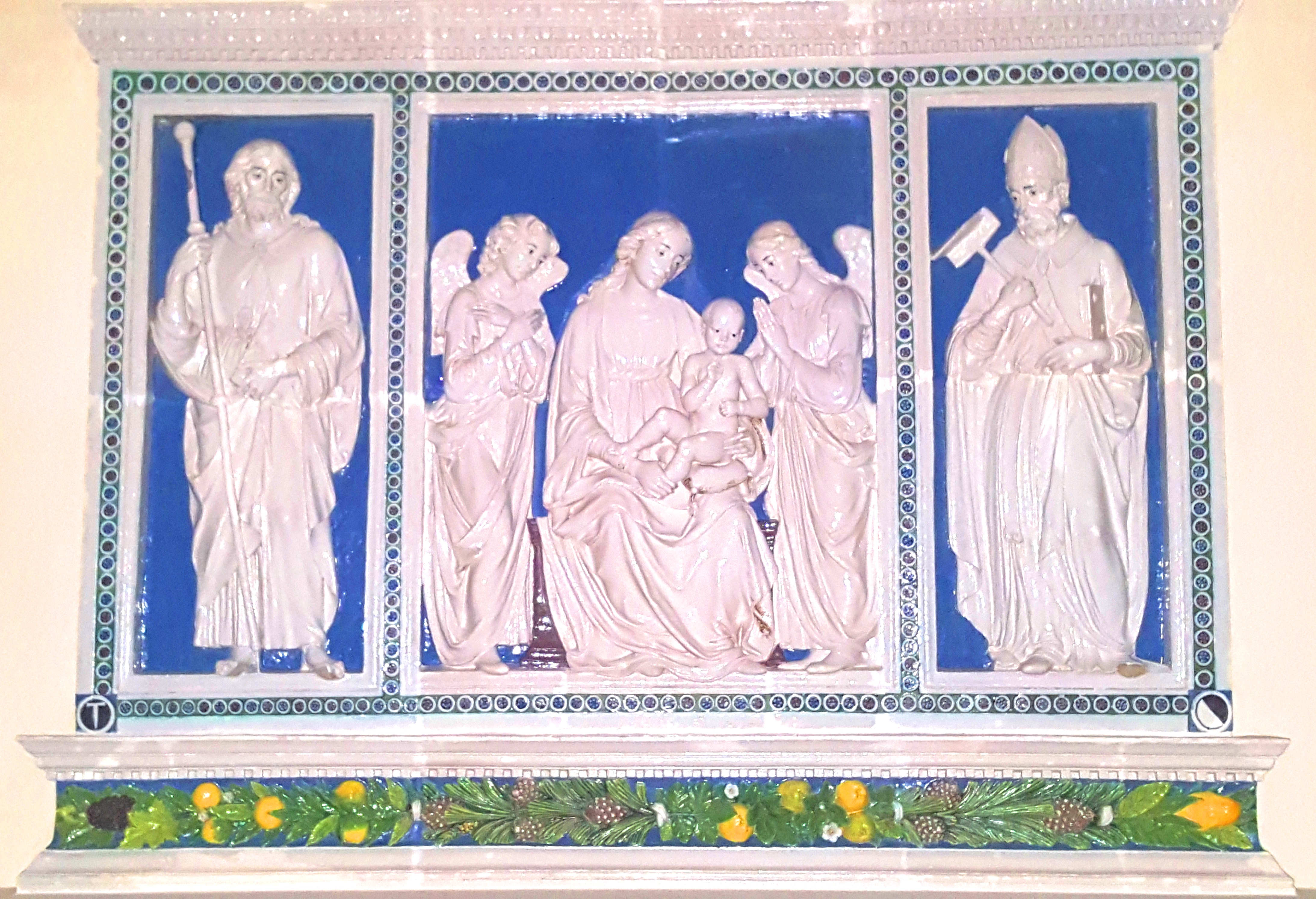
Triptyque della Robbia.

L'intérieur, au toit voûté, se caractérise par des éléments en pierre qui se détachent de la couleur crème du plâtre. Sur les côtés de l'entrée, deux bénitiers en marbre blanc datent de1504-1505.
L'œuvre de Luigi Norfini, la Vierge et les Saints (1852),  est conservée sur l'autel de la première chapelle à droite, la chapelle Raffaelli.
Dans la chapelle voisine sous le patronage de la famille Flori, se trouve un Saint Charles donnant la communion aux pestiférés de Pietro Donzelli (fin du XVIIe siècle). Dans les niches, deux sculptures en plâtre, Saint Joseph avec l'Enfant à droite, et Saint Jérôme à gauche, sont attribuées à Sebastiano Piccini et Quirico Coli (fin du XVIIe siècle). En contrebas, la chapelle conserve un précieux tableau du XVIIIe siècle, la Nativité de la Vierge de Giuseppe Bottani. La voûte, avec une fresque du XIXe siècle, est décorée de marbre.
En continuant sur la droite, la grande chapelle Turin est de style Renaissance. L'autel du Saint-Sacrement conserve la Madonna del Baldacchino de Pier Dandini, une copie de l'original de Raphaël qui y fut conservée jusqu'en 1697 et qui depuis lors fait partie de la collection du grand-duc Ferdinand de Médicis. Sur le sol de la chapelle, se trouve le petit tombeau de Mgr Angelo Simonetti, évêque de Pescia jusqu'en 1950. Sur le côté, se dresse le mausolée de Monseigneur Baldassarre Turini, datant des papes Léon X et Clément VII, œuvre de Raffaello da Montelupo. L'effigie sculpturale de Turini est de Pierino da Vinci, le neveu de Léonard de Vinci.
Le maître-autel du XVIIe siècle est l'œuvre de Giuseppe Vaccà. Il a été financé par le célèbre chanteur d'opéra Giovanni Francesco Grossi connu sous le nom de Syphax, originaire de Chiesina Uzzanese. Le grand tableau placé au centre de l'abside, représentant l'Assomption de la Vierge, est de Luigi Garzi.
Sur le côté gauche de l'église, la chapelle Cecchi, dédiée à saint Laurent, est décorée d'une toile d'Anton Domenico Gabbiani. À côté, la chapelle du Très Saint Rosaire conserve un tableau d'Antonio Franchi de Villa Basilica.
La dernière chapelle, à l'origine occupée par le baptistère, a été dédiée à Sant'Allucio di Campugliano en 1934, à l'occasion du 800e anniversaire de sa mort. Les restes du saint avaient été placés sur l'autel. Depuis 1791, ils étaient conservés dans l'autel voisin du Santissimo Rosario ; un tableau réalisé par le peintre Barsotti y était conservé, remplacé par une toile de Romano Stefanelli (1985), élève de Pietro Annigoni. Lors des vastes travaux de restauration qui ont concerné l'ensemble de l'édifice dans les années 2018-2019, le baptistère a été installé dans la chapelle, les fonts baptismaux de style florentin du XVIIe siècle ont été déplacés tout comme la toile représentant Le Baptême de Jésus d'Alessandro Bardelli, qui a été transférée dans la chapelle adjacente. Cette dernière a été transformée en une chapelle dédiée à Sant'Allucio, dont l'autel conserve la dépouille mortelle.
L'orgue se trouve sur la cantoria du chœur, près du mur gauche de la croisée du transept. Portant le numéro 1066, il a été construit par Cesare Marini en 1700, restauré et agrandi par Filippo Tronci en 1884. Sa transmission mécanique est intacte et conserve sa configuration du XIXe siècle. Elle possède 39 registres ; sa console a une fenêtre, avec un seul clavier et pédale.
En décembre 2020, le retable de la Vierge à l'Enfant entre les saints Jacques et Blaise de Luca et Andrea della Robbia a été placé dans la cathédrale après une restauration.  Le triptyque provient de la petite église de San Biagio, autrefois située sur la Piazza Grande à Pescia, détruite en 1784.

## Source de traduction
- (it) Cet article est partiellement ou en totalité issu de l’article de Wikipédia en italien intitulé « Duomo di Pescia » (voir la liste des auteurs).